# Rafael Lozano Muñoz
Rafael Lozano Muñoz, conegut amb el sobrenom de El Balita, (Còrdova, Espanya 1970) és un boxejador espanyol, ja retirat, guanyador de dues medalles olímpiques.

## Biografia
Va néixer el 25 de gener de 1970 a la ciutat de Còrdova, població situada a la província del mateix nom (Andalusia).

## Carrera esportiva
Va participar, als 22 anys, en els Jocs Olímpics d'Estiu de 1992 celebrats a Barcelona (Catalunya), on va finalitzar cinquè en la prova de pes minimosca, aconseguint guanyar així un diploma olímpic. En els Jocs Olímpics d'Estiu de 1996 realitzats a Atlanta (Estats Units) aconseguí guanyar la medalla de bronze en aquesta mateixa prova, un metall que es transformà en plata en els Jocs Olímpics d'Estiu de 2000 realitzats a Sydney (Austràlia).
Al llarg de la seva carrera ha guanyat una medalla de bronze en el Campionat d'Europa de boxa, i dues medalles en els Jocs del Mediterrani.
L'any 2001 decidí tornar-se professional i lluità davant Brahim Asloum pel títol intercontinental de pes mosca de l'Associació Mundial de Boxa, perdent per knockout tècnic.